# Repno (gmina Šentjur)
Repno – wieś w Słowenii, w gminie Šentjur. W 2018 roku liczyła 62 mieszkańców.